# Abaúj
Le comitat d'Abaúj (slovaque : Abovská župa, hongrois : Abaúj, latin : comitatus Abaujvariensis, allemand : Neuburg), est un ancien comitat du royaume de Hongrie, partagé aujourd'hui entre la Slovaquie et la Hongrie. Son chef-lieu était Kassa (aujourd'hui Košice).
Selon le Dictionnaire Bouillet (1842-1878) : « Il tire son nom d'un vieux château fort [Abaújvár] dont il n'existe plus que des ruines. Il est couvert de montagnes qui recèlent du fer, du cuivre et de l'opale. »
Entre 1785-1790, 1848-1859, et à partir de 1882, il a été fusionné avec le comitat de Torna pour former le Comitat d'Abaúj-Torna.
Actuellement c'est le nom d'une région touristique de Slovaquie et une partie du comitat hongrois Borsod-Abaúj-Zemplén.